# Cäcilie
Cäcilie, auch Cecilie, Cäcilia oder Caecilia, ist ein weiblicher Vorname.

## Herkunft und Bedeutung des Namens
Cäcilie leitet sich von der weiblichen Form Caecilia des altrömischen Gentilnamen Caecilius her und bedeutet „die Blinde“, „blind“, „dunkel“.

## Namenstag
Der Namenstag ist der 22. November, nach Cäcilia von Rom, römische Märtyrerin im 3. Jahrhundert, Patronin der Kirchenmusik.

## Varianten
- Cäcilia (Deutsch)
- Caecilia (Latein)
- Cécile (Französisch)
- Cecilia, Cécilia (Deutsch, Englisch, Finnisch, Italienisch, Spanisch, Schwedisch)
- Cecilie (Deutsch, Norwegisch, Dänisch)
- Cecílie (Tschechisch)
- Cecilija (Slowenisch, Kroatisch)
- Cecily, Cicely (Englisch)
- Cecylia (Polnisch)
- Sesilya (Türkisch)
- Selja (Finnisch)
- Sheila (Englisch, Irisch)
- Shelagh (Irisch)
- Silja (Finnisch)
- Zäzilie (Deutsch)

## Kurzform
|  | - Cilgia (Rätoromanisch) - Cilia - Silka - Zilla - Silja (Finnisch) - Silke (Deutsch, Niederdeutsch, Friesisch) - Silje (Norwegisch, Dänisch) | - Sile (Irisch) - Cille/Zille/Sille (Dänisch, Norwegisch) - Cilli - Cilly - Zilli - Zilly - Aziliz, Azilis (Bretonisch, Keltisch) - Cili (Ungarisch) |

## Bekannte Namensträgerinnen

### Antike
- Caecilia Attica (1. Jh. v. Chr.), Tochter des römischen Ritters Titus Pomponius Atticus
- Caecilia Metella
  - Caecilia Metella (Mutter des Lucullus) (2. Jh. v. Chr.)
  - Caecilia Metella (Gattin Sullas) († 81 v. Chr.)
  - Caecilia Metella (Mutter des Clodius Pulcher) (1. Jh. v. Chr.)
  - Caecilia Metella (Gattin des Lentulus Spinther) (1. Jh. v. Chr.)
  - Caecilia Metella (Gattin des Scipio Nasica) (2. Jh. v. Chr.)
  - Caecilia Metella (Gattin des Servilius Vatia) (2. Jh. v. Chr.)
  - Caecilia Metella, Tochter des Quintus Caecilius Metellus Creticus, bekannt durch ihr Grabmal an der Via Appia Antica
- Caecilia Paulina († spätestens 236), Gattin des römischen Kaisers Maximinus Thrax
- Cäcilia von Rom (um 200–um 230), Märtyrin und Heilige

### Neuzeit

#### Caecilia / Cäcilia
- Cäcilia Fischer (1914–2001), österreichische Benediktinerin, Äbtissin
- Cäcilia Fluck (* 1963), deutsche Christliche Archäologin und Koptologin
- Cæcilia Holbek Trier (1953–2023), dänische Schauspielerin, Regisseurin und Drehbuchautorin
- Cäcilia Lauf (1760–1834), deutsche Zisterzienserin, 1808–1834 Äbtissin des Klosters Lichtenthal
- Cäcilia Renata von Österreich (1611–1644), Königin von Polen
- Caecilia von Oldessem († 1542), Äbtissin des Klosters Harvestehude
- Cäcilia Rentmeister (* 1948), deutsche Geschlechter- und Genderforscherin
- Cäcilia Schmidhuber (* 1880; † nach 1936), österreichische Ordensfrau und Komponistin Geistlicher Musik
- Cäcilia Trischberger (1858–1913), deutsche Benediktinerin, 1911 bis 1913 Äbtissin des Klosters Frauenchiemsee
- Cäcilia Weber (1727–1793), Schwiegermutter von Wolfgang Amadeus Mozart
- Caecilia Wijgers (* 1967), niederländische Diplomatin

#### Caecilie / Cäcilie
- Cäcilie Arand (1838–1908), deutsche Schriftstellerin
- Cäcilie von Baden (1839–1891), als Olga Fjodorowna Großfürstin von Russland
- Cäcilie Bleeker (1798–1888), erste Ehrenbürgerin in Schleswig-Holstein, siehe auch: Cäcilie-Bleeker-Park
- Cäcilie Brandt (1814–1852), deutsche Zeichnerin und Lithografin
- Cäcilie von Brandenburg (um 1405–1449), durch Heirat Herzogin von Braunschweig-Wolfenbüttel
- Cäcilie von Brockdorff (1837–1912), deutsche Malerin und Herausgeberin
- Cäcilie Fröhlich (1900–1992), Elektroingenieurin und promovierte Mathematikerin
- Cäcilie Graf-Pfaff (1862–1939), deutsche Malerin und Grafikerin des Naturalismus
- Cäcilie Hansmann (1908–1984), deutsche Widerstandskämpferin und Landtagsabgeordnete in NRW (KPD)
- Cæcilie Norby (* 1964), dänische Sängerin, vorrangig im Jazzbereich
- Cäcilie von Rodt (1855–1929), Schweizer Weltreisende, Reiseschriftstellerin und Fotografin
- Cäcilie von Schweden (Cäcilie von Oldenburg; 1807–1844), Prinzessin von Schweden
- Caecilie Seler-Sachs (1855–1935), deutsche Ethnologin, Fotografin und Autorin
- Cäcilie Wasa (1540–1627), Prinzessin von Schweden, Tochter von Gustav I. Wasa
- Cäcilie Zeller (1800–1876), deutsche Dichterin

#### Cecilie
- Cecilie Hollberg (* 1967), deutsche Historikerin und Museumsleiterin
- Cecilie Landau (1925–2020), Überlebende des Holocaust und Zeitzeugin, siehe Lucille Eichengreen
- Cecilie Leganger (* 1975), norwegische Handballspielerin
- Cecilie Løveid (* 1951), norwegische Dramatikerin, Autorin und Lyrikerin
- Cecilie zu Mecklenburg (1886–1954), Kronprinzessin des deutschen Kaiserreichs
- Cecilie Pedersen (* 1990), norwegische Fußballspielerin
- Cecilie von Preußen (1917–1975), Angehörige des Hauses Hohenzollern
- Cecilie Skog (* 1974), norwegische Abenteurerin und Extrembergsteigerin
- Cecilie Stenspil (* 1979), dänische Schauspielerin
- Cecilie Thoresen (1858–1911), norwegische Frauenrechtlerin

#### Cilly
- Cilly Aussem (1909–1963), deutsche Tennisspielerin
- Cilly Feindt (1909–1999), deutsche Schauspielerin
- Cilly Kugelmann (* 1947), deutsche Kuratorin und Schriftstellerin
- Cilly Levitus-Peiser (1925–2010), tschechoslowakisch-israelisch-deutsche Sozialpädagogin und Holocaustüberlebende
- Cilly Schäfer (1898–1981), deutsche Politikerin (KPD)

#### Cille
- Cille Gad (1675–1711), norwegische Autorin und Gelehrte

#### Cecylia
- Cecylia Roszak (1908–2018), polnische Ordensschwester und Supercentenarian
- Cecylia Słapakowa (1900–1943), polnisch-jüdische Übersetzerin und Journalistin

## Musikstücke
- Ode to St. Cecilia von Henry Purcell, 1692
- Ode for St. Cecilia’s Day von Georg Friedrich Händel (HWV 76), 1739
- Missa Cellensis in honorem Beatissimae Virginis Mariae (fälschlich Cäcilienmesse) von Joseph Haydn
- Messe solennelle en l’honneur de Sainte-Cécile (Cäcilienmesse) von Charles François Gounod, Uraufführung 1855 in Paris
- Caecilienmesse op. 200 von Robert Führer
- Richard Strauss vertonte 1894 das Gedicht Cäcilie von Heinrich Hart.
- Hymn to St. Cecilia ist ein Stück für Chor a cappella von Benjamin Britten nach einem Gedicht von W.H. Auden aus dem Jahre 1942.
- Bill Ramsey sang 1959 einen deutschen Schlager, der „Cecilia“ hieß und von einer kokettierenden Frauengestalt gleichen Namens handelt.
- „Cecilia“ ist auch der Name eines Musikstückes von Simon and Garfunkel (Album Bridge over Troubled Water (1970)). Als Single erklomm es Platz 4 in den US-Charts. Die Lyrik beginnt mit „Celia, you're breaking my heart/You're shaking my confidence daily…“ Das Stück wurde in Malawi zensiert, weil „Cecilia“ (Cecilia Tamanda Kadzamira) der Name der Frau des Präsidenten Hastings Banda ist.
- Die Gruppe Ace of Base sang ebenfalls in Anlehnung an das Stück von Simon and Garfunkel eine erweiterte Version von „Cecilia“. Der Refrain enthält: „Cecilia, walk in the light/Cecilia, you're gonna live forever/According to a well known song/Cecilia, walk in the light/Cecilia, did you come home?/And to whom?“
- „Zum Fest der Heiligen Cäcilia“ von Fanny Hensel (1833) für SATB (gemischt) und Klavier, Furore-Verlag.

## Weiteres
- Die heilige Cäcilie oder die Gewalt der Musik, Erzählung von Heinrich von Kleist
- Cäcilia, eine Zeitschrift für die musikalische Welt, Mainz 1824 ff., gegründet von Gottfried Weber
- Cäcilia, ein Organ für katholische Kirchenmusik, 1862 ff.
- „Cäcilia Wolkenburg“, eine Bühnenspielgemeinschaft des Kölner Männer-Gesang-Vereins
- Musikverein „Cäcilia“ Herrlingen